# Rotssculpturen van Dazu
De Rotssculpturen van Dazu zijn een monument die in 1999 door UNESCO op de werelderfgoedlijst zijn geplaatst. Het monument is te vinden nabij Dazu, een stadje in de provincie Chongqing in het middenwesten van China.

## Beschrijving
De sculpturen gaan terug tot de 7e eeuw en zijn zowel door boeddhistische, confucianistische als taoïstische filosofieën beïnvloed. In totaal zijn er 75 beschermde plekken met zo'n 50.000 beelden. Meer dan 100.000 Chinese karakters zijn in de rotsen gehakt. De eerste sculpturen stammen uit 650, ten tijde van de vroege Tang-dynastie. De belangrijkste periode was tegen het eind van de 9e eeuw, toen Wei Junjing, de prefect van Changzhou, op de berg Beishan ("noordelijke berg") met sculpturen begon.
In 1999 werden de sculpturen tot werelderfgoed verklaard. UNESCO verklaarde "...hun esthetische kwaliteit, hun rijke diversiteit aan onderwerpen, zowel seculier als religieus, en het licht dat zij werpen op het alledaagse leven van China gedurende deze periode. Zij vormen een bijzonder bewijs van de harmonieuze synthese van boeddhisme, taoïsme en confucianisme."

## Galerij

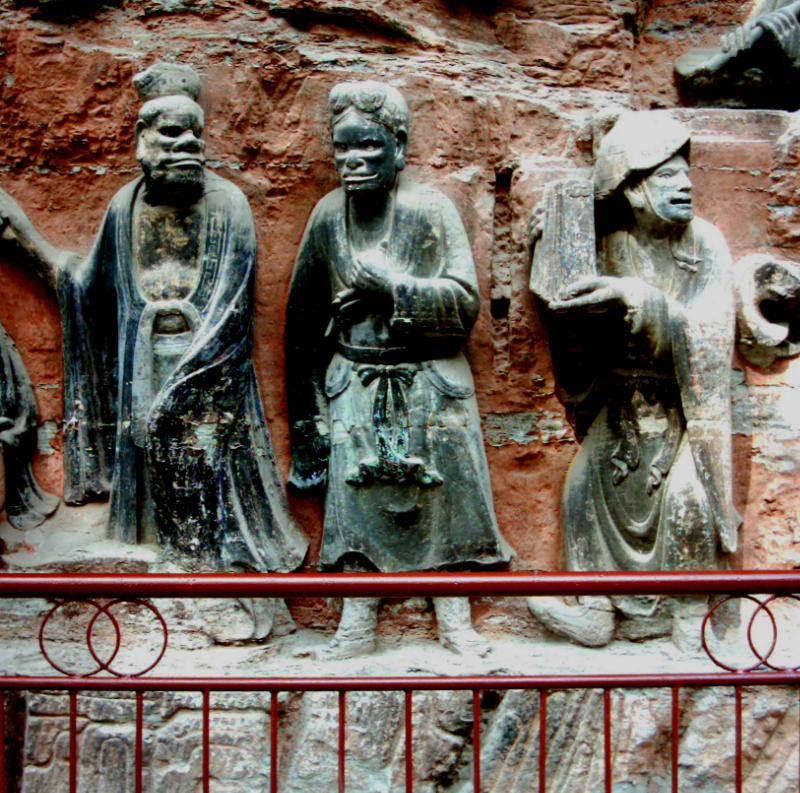
Rotssculptuur van Dazu op Baoding Shan.
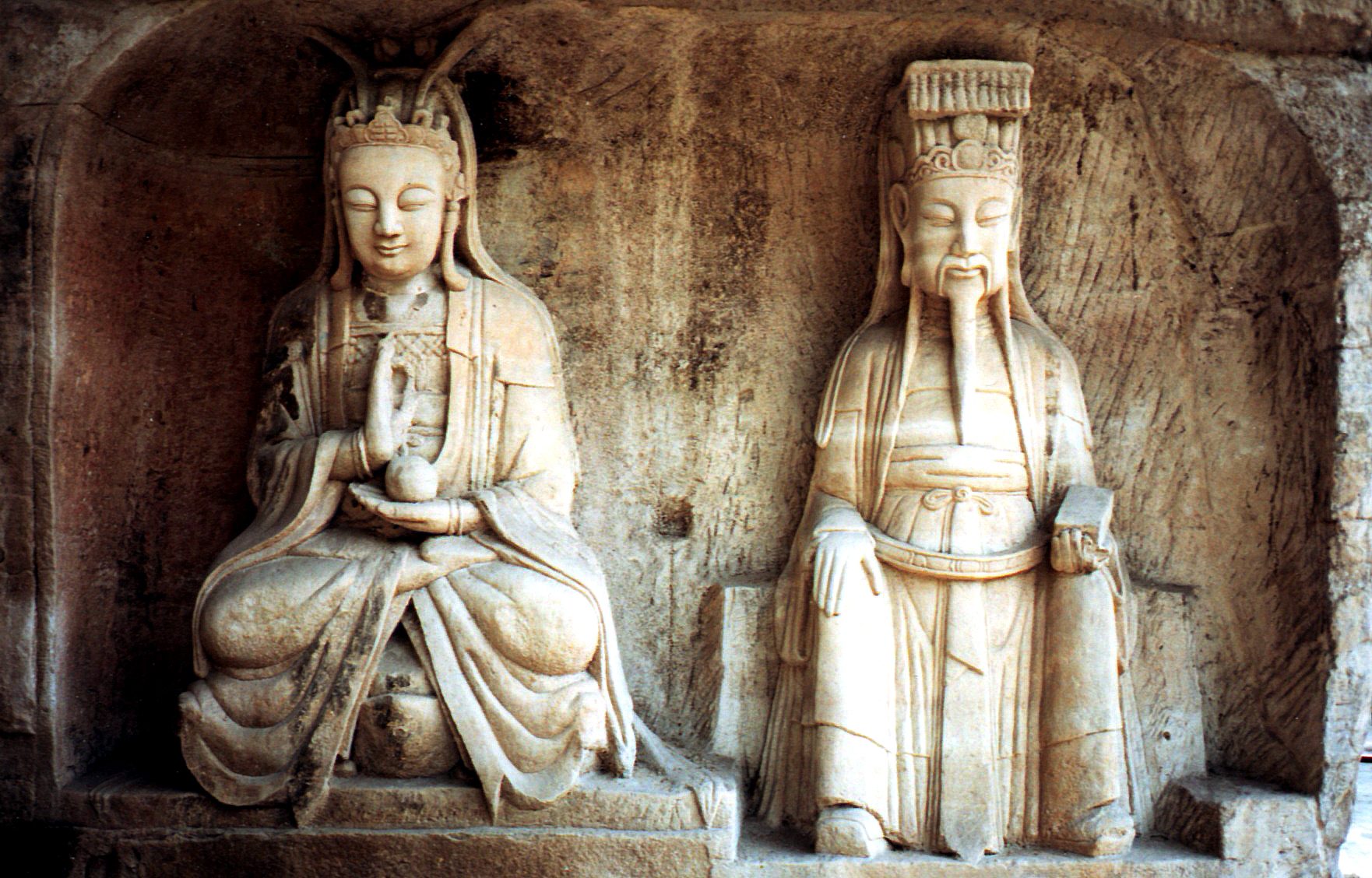
Dazu Bao Ding Shan Rotssculpturen.
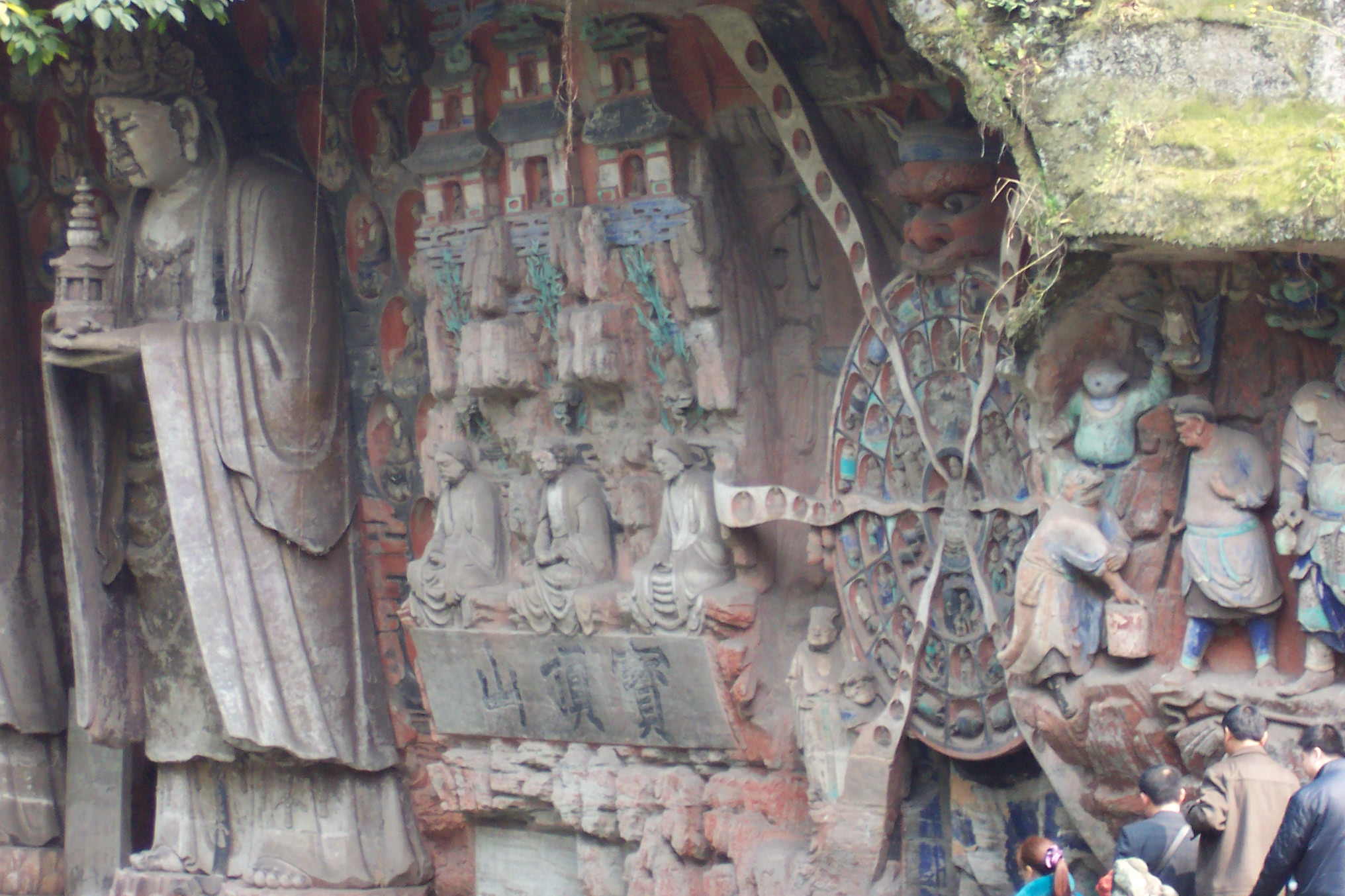
Bao Ding Shan Boedha's.
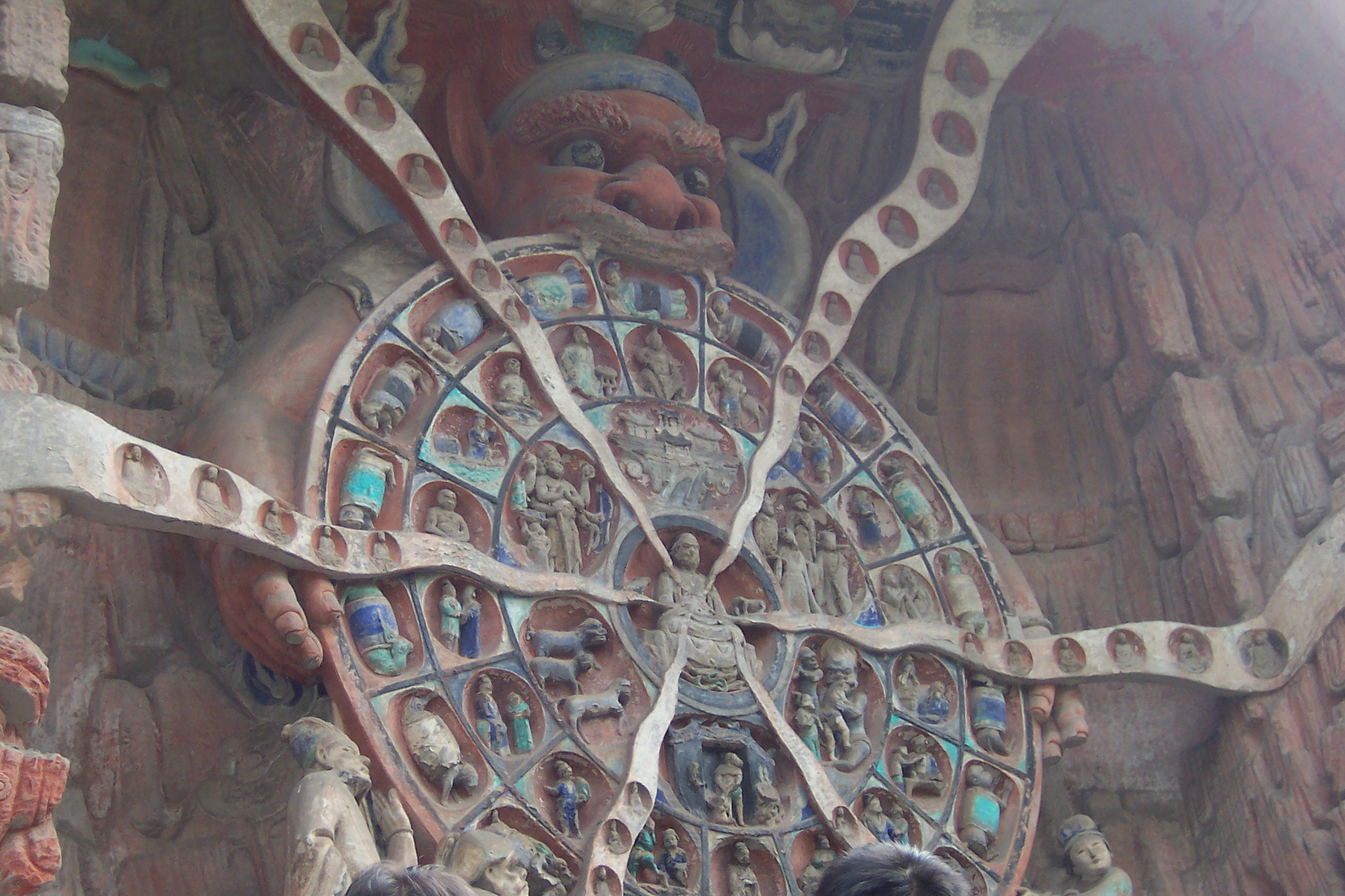
Bao Ding Shan Kringloop van het Leven.
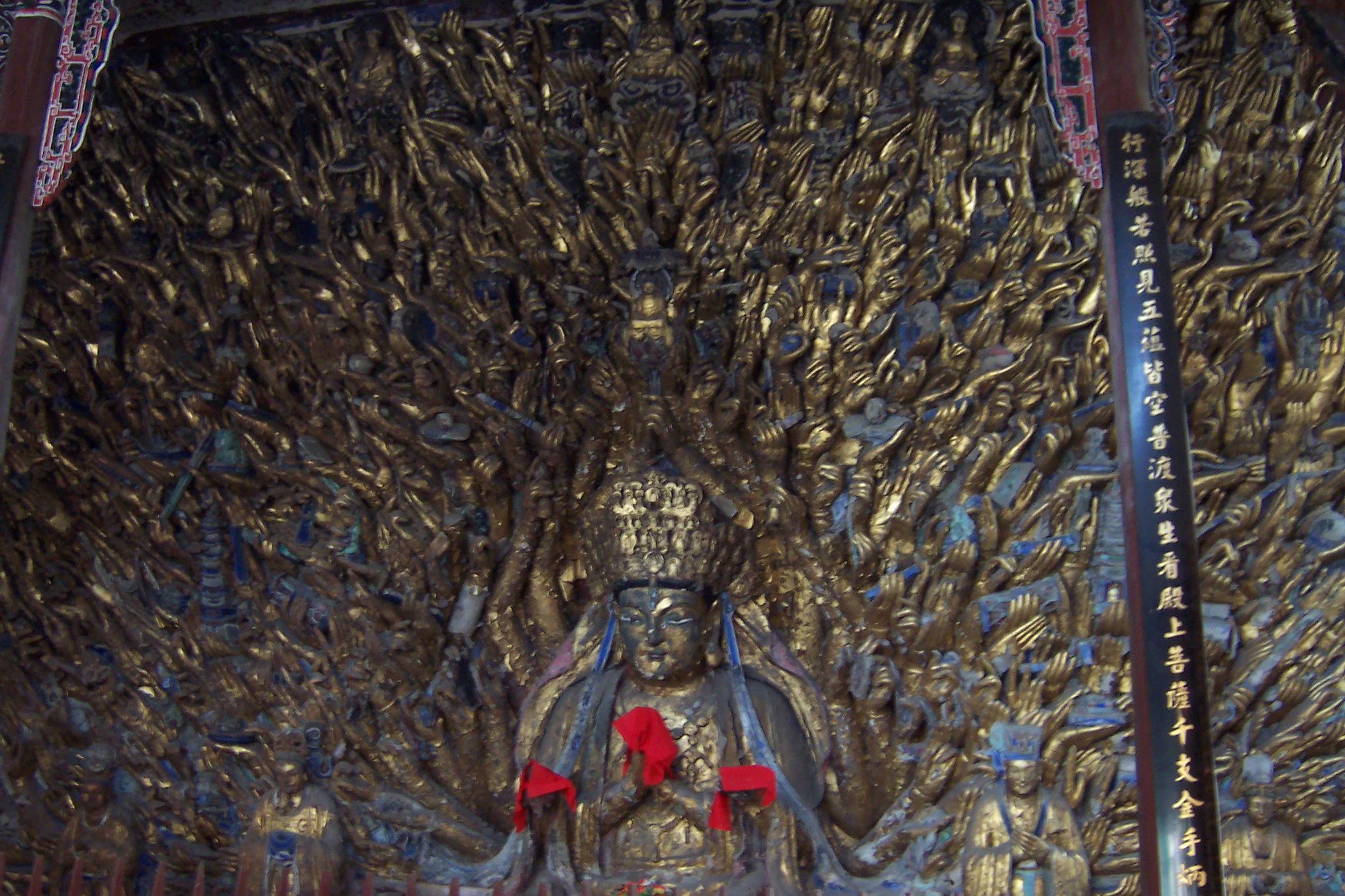
Boedha met gouden handen op Bao Ding Shan.
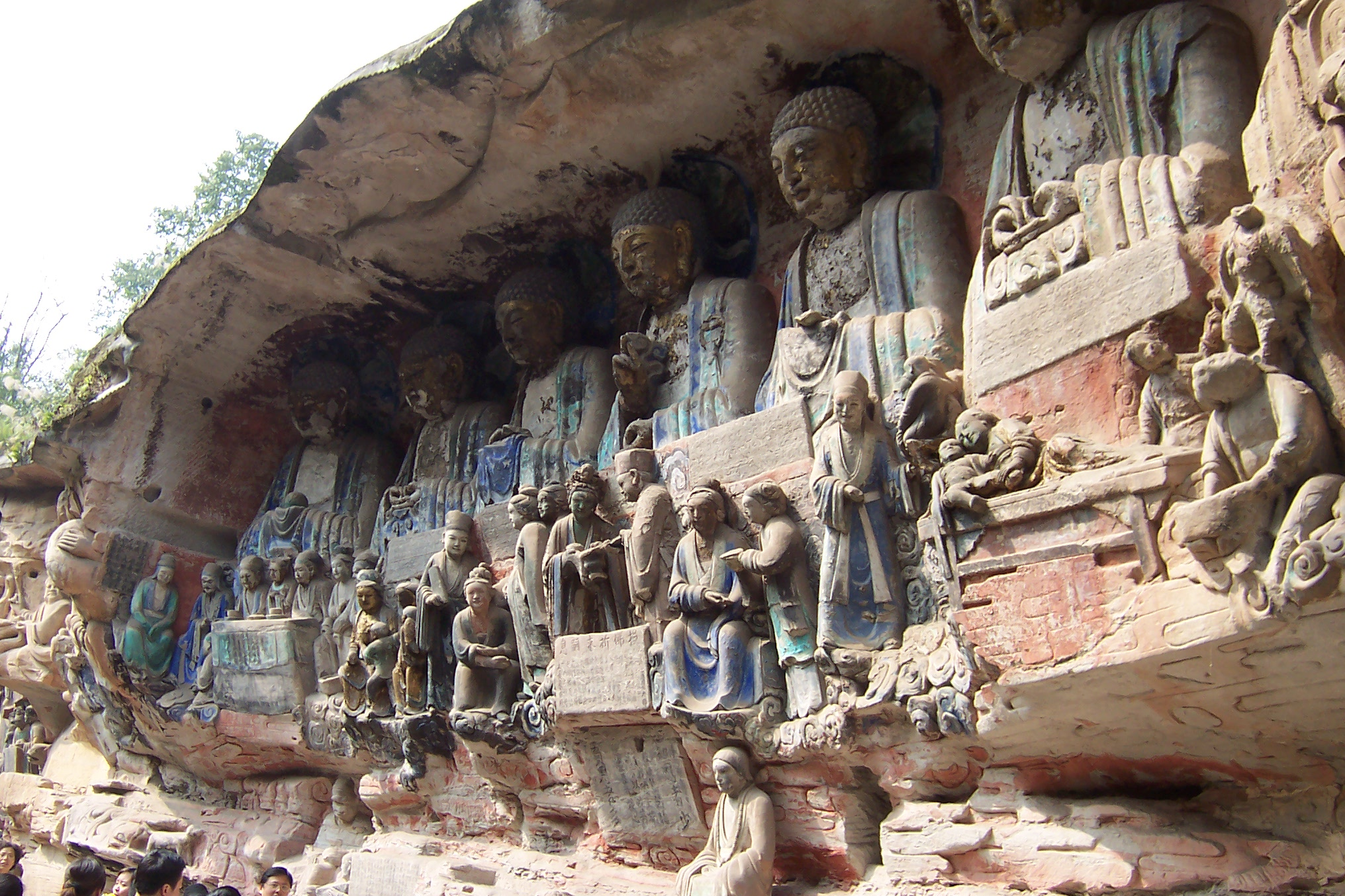
Bao Ding Shan Boedha's 2.
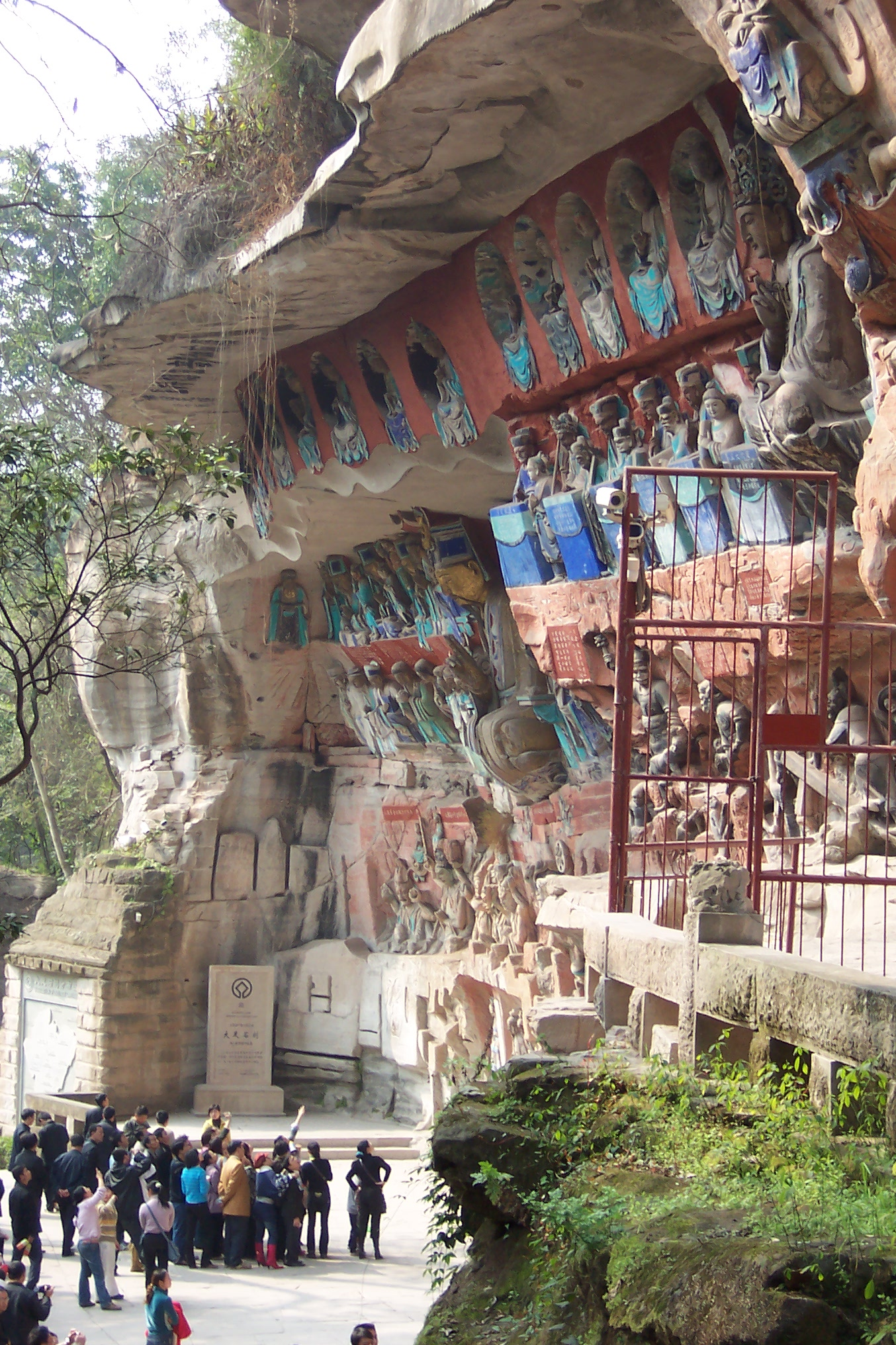
Bao Ding Shan 18 lagen van de hel.
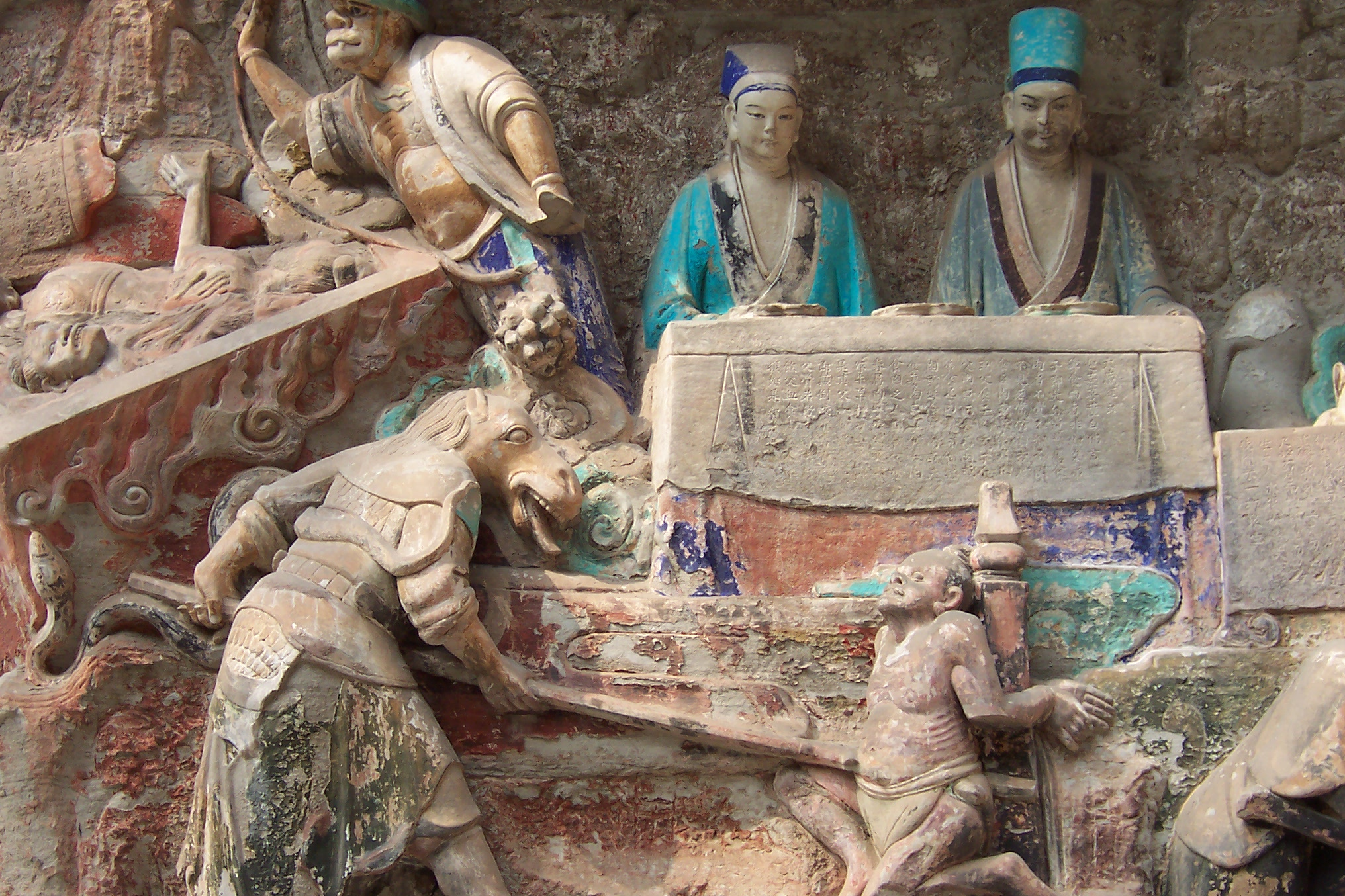
Bao Ding Shan demonen met Heersers van de hel.
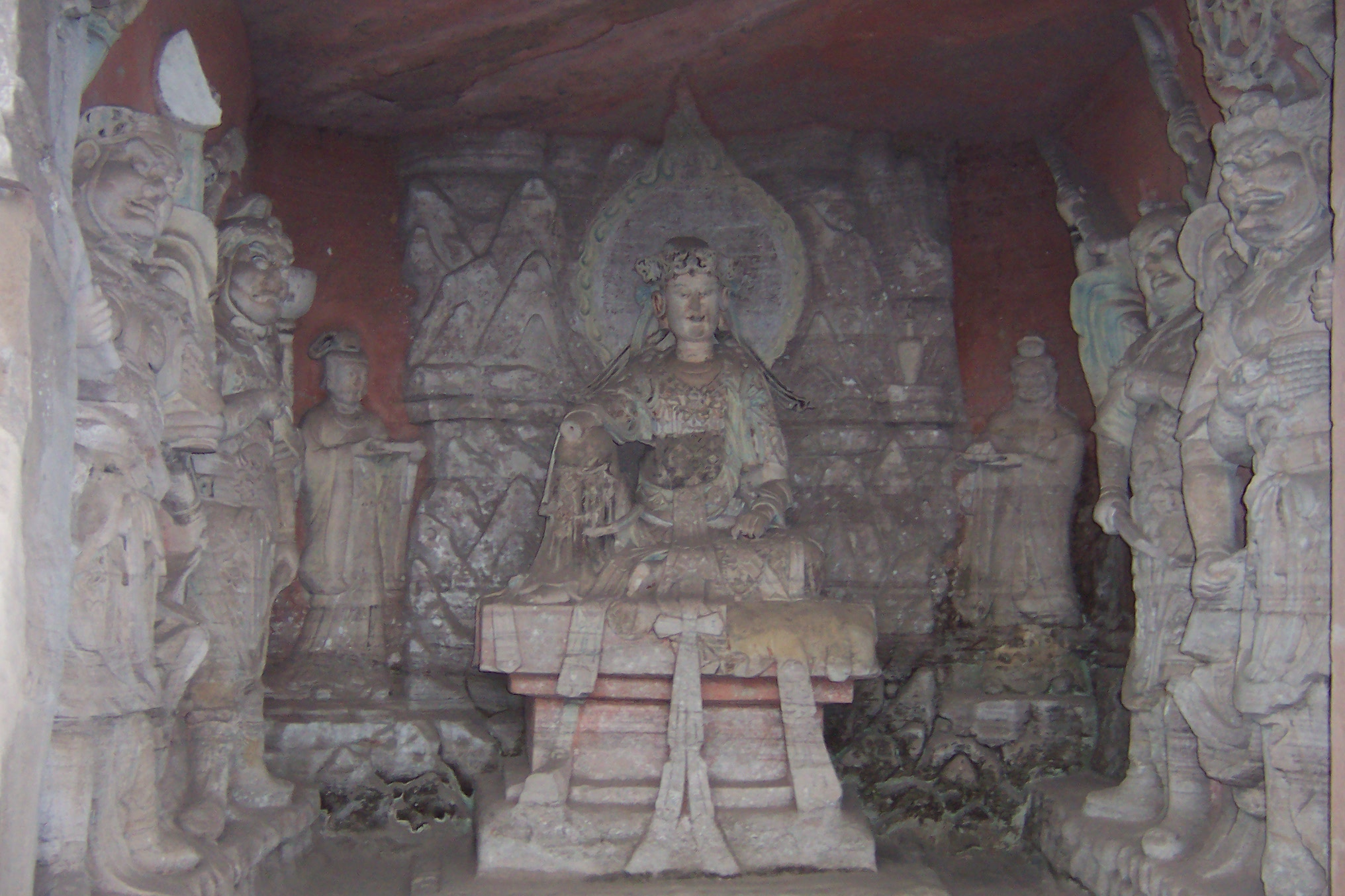
Beishan Guan Yin Bodhisattva.
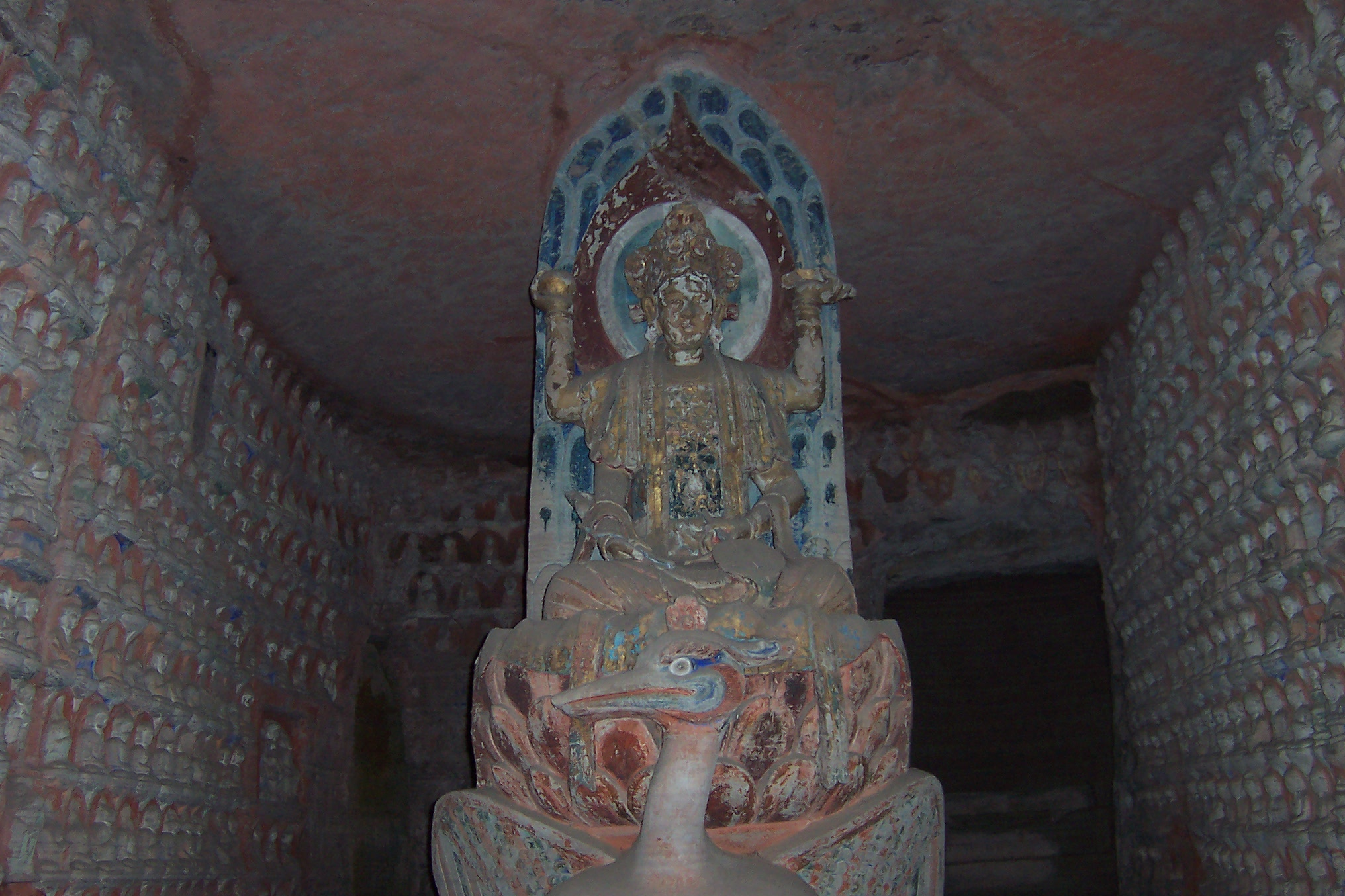
Beishan Mahamayuri Bodhisattva.
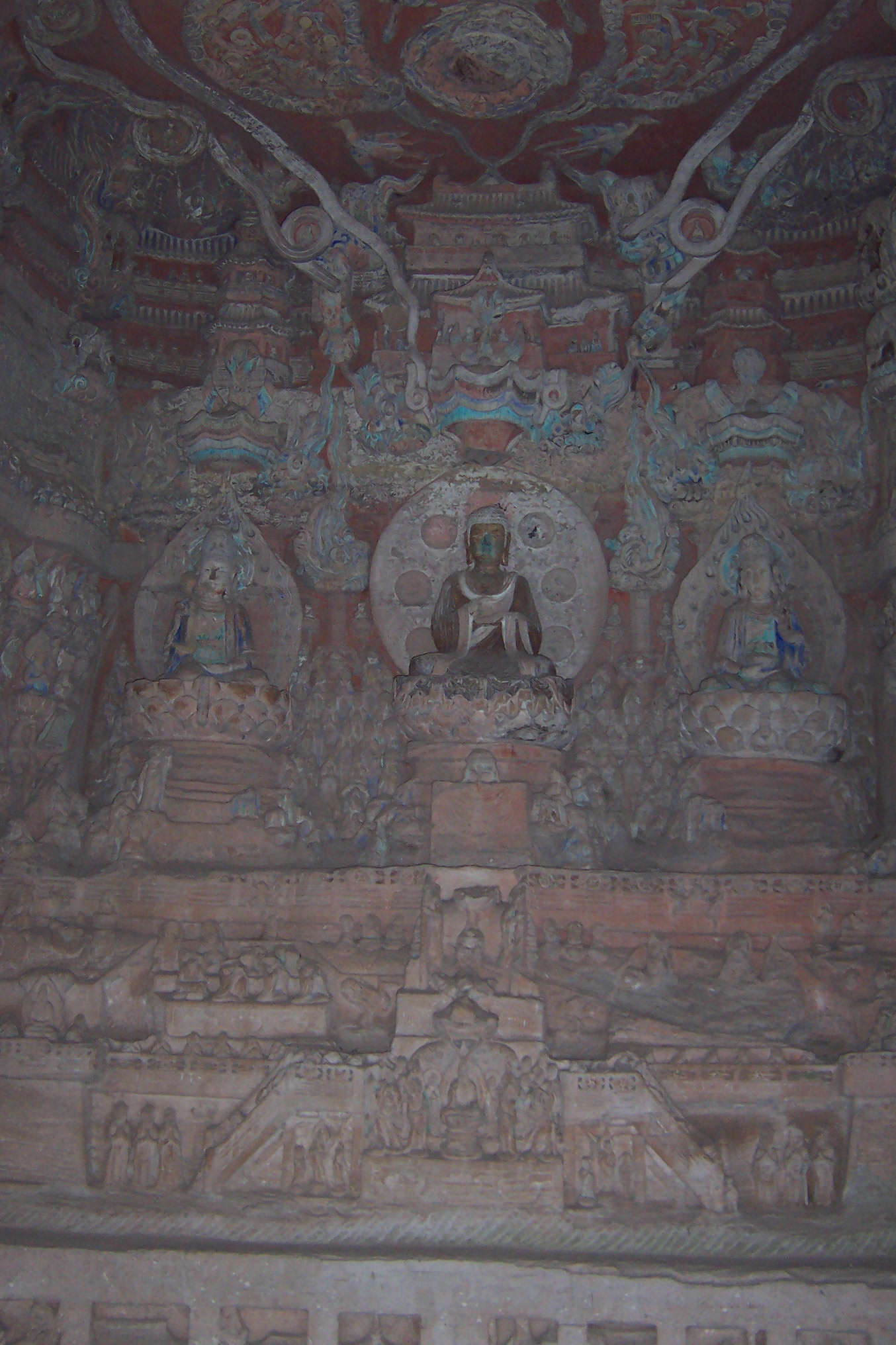
Beishan gedetailleerde boedha's.
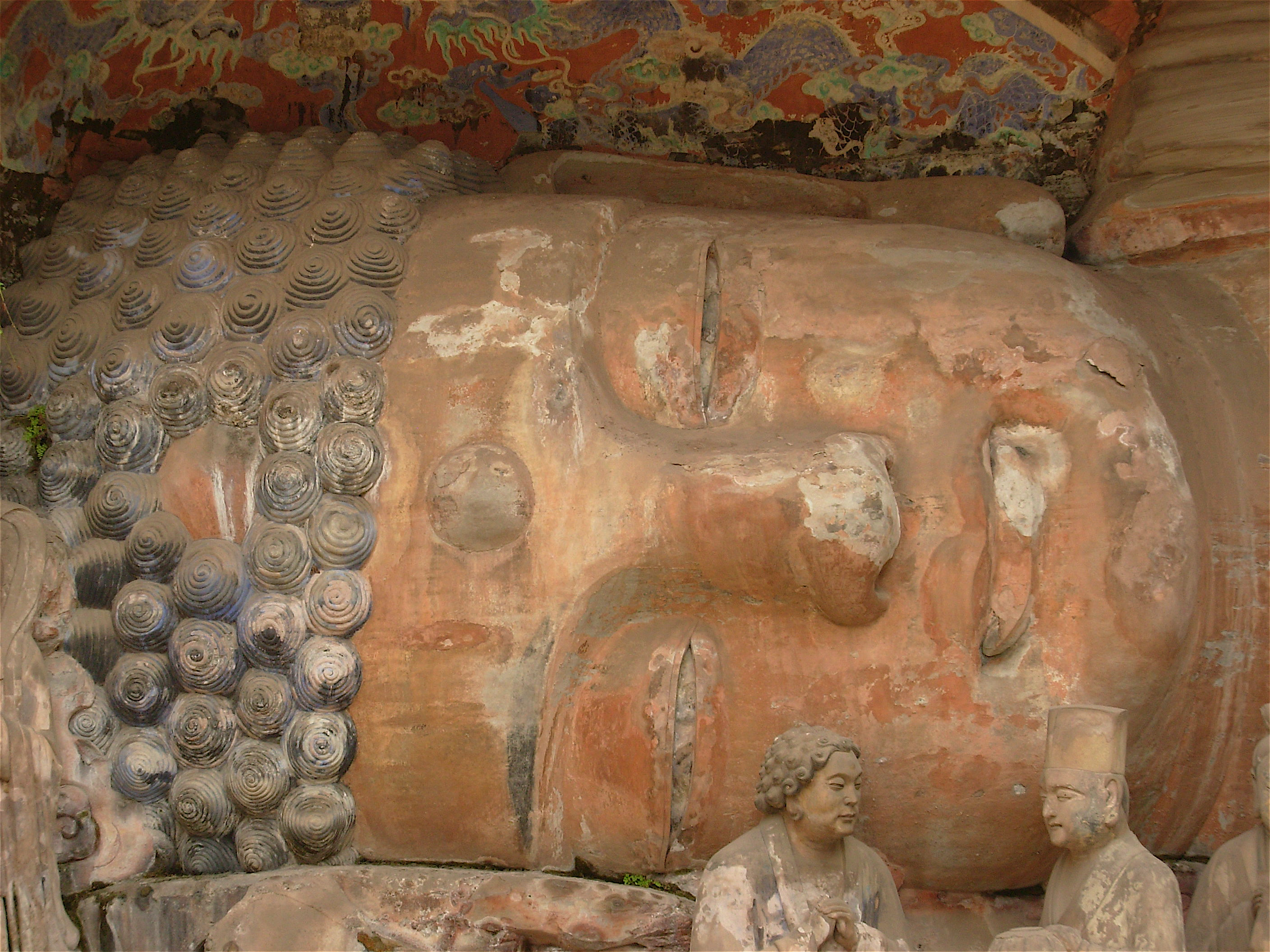
Bao Ding Shan bij het bereiken van Nirwana.

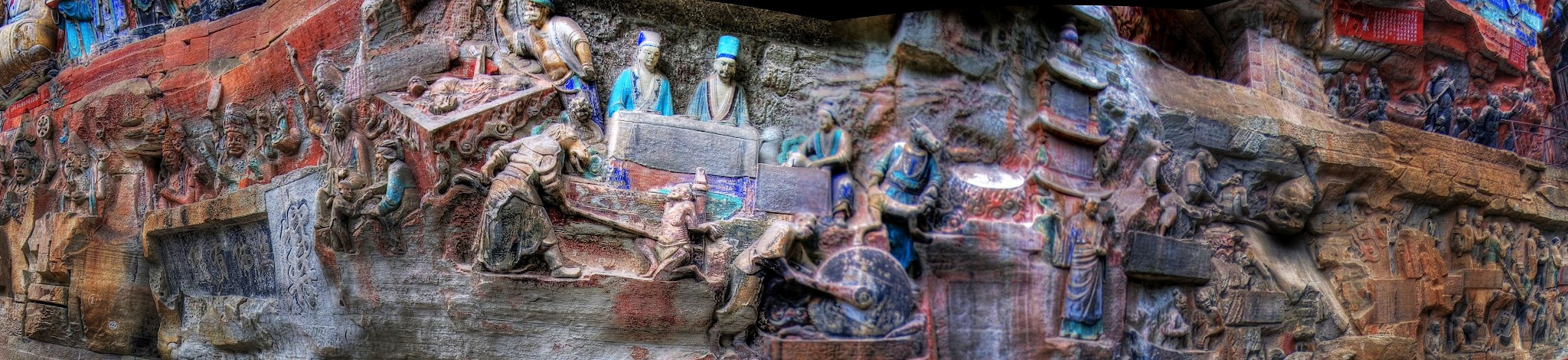
Rotssculpturen van Dazu, Chongqing, Volksrepubliek China

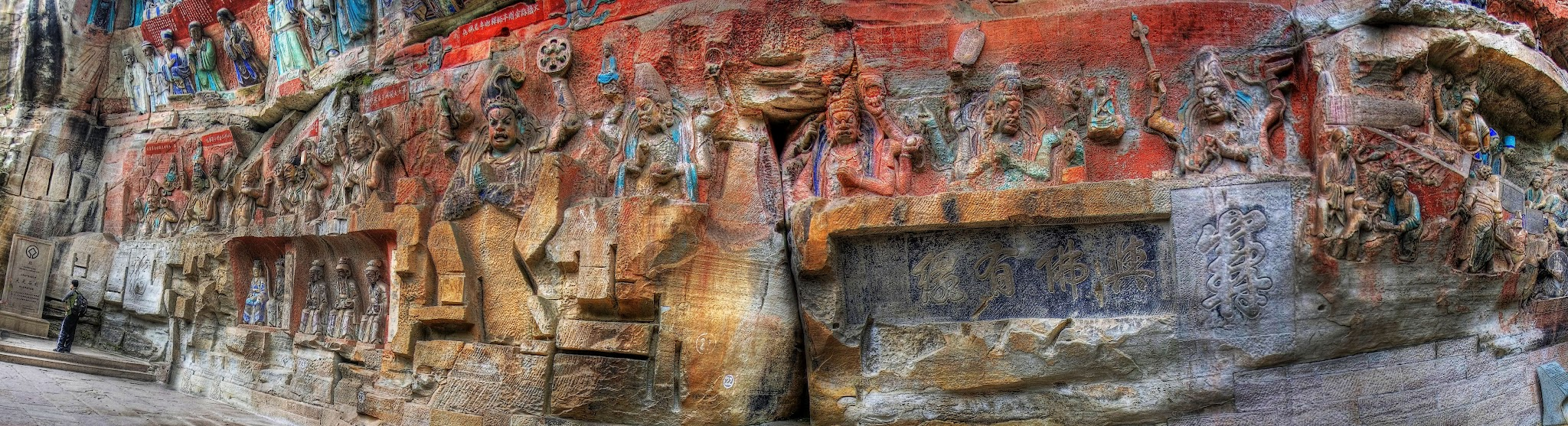
Rotssculpturen van Dazu, Chongqing, Volksrepubliek China

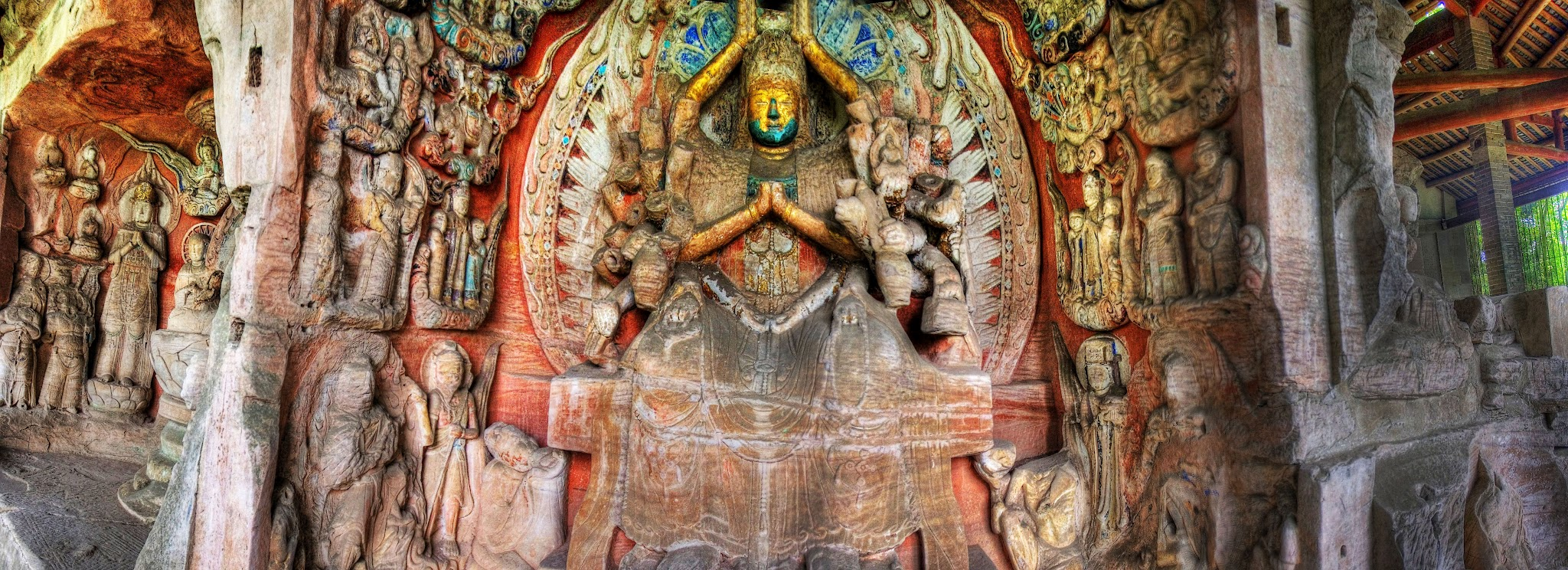
Rotssculpturen van Dazu, Chongqing, Volksrepubliek China